# Ars Moriendi
Ars Moriendi («Искусство умирать») — название двух латинских текстов (публикуемых примерно с 1415 и 1450), повествующих о процедурах, предшествующих праведной смерти, и объясняющих, как «умереть хорошо» в соответствии с христианскими заповедями позднего средневековья. Эти тексты сначала использовались священниками для обряда отпевания, затем они получили распространение в форме иллюстрированных книг.
Текст был написан в историческом контексте последствий ужасов Чёрной смерти и, как следствие, социальных потрясений XV века. Книга была очень популярна, переведена на большинство западноевропейских языков, и явилась первым в западной литературной традиции руководством к смерти и умирания.
Существовали две версии: первоначальную «длинную версию» позже сменила «краткая версия», содержащая 11 ксилографий, с поучительными изображениями, которые можно было бы легко объяснить и запомнить.
Оригинальная «длинная версия», называемая Tractatus (или Speculum) artis bene moriendi, была составлена в 1415 году анонимным доминиканским монахом, вероятно, по поручению Констанцского собора (1414—1418, Германия). Это был широко известный трактат, переведенный на большинство западноевропейских языков, в то время очень популярный в Англии, где традиции «утешительной» литературы о смерти сохранились до XVII века.
«Длинная версия» Ars moriendi состоит из шести глав: 
1. Первая глава объясняет, что смерть может быть благом, утешает умирающего и убеждает его, что смерти не стоит бояться.
2. Во второй главе рассказывается о пяти искушениях, которые преследуют умирающего (отсутствие веры, отчаяние, нетерпение, гордыня и алчность), и о том, как их избежать.
3. В третьей главе перечисляются семь вопросов, которые следует задать умирающему, а также утешение, доступное ему благодаря искупительной силе любви Христовой.
4. В четвертой главе говорится о необходимости подражать жизни Христа.
5. Пятая глава адресована друзьям и семье, излагаются общие правила поведения на смертном одре.
6. Шестая глава включает в себя соответствующие молитвы, которые следует произносить за умирающего.

В 1650 году «Святая Жизнь и Святая Смерть» («Holy Living and Holy Dying») стала художественной кульминацией такого рода литературы.
Трактат «Ars Moriendi» был также в числе первых книг, напечатанных на печатном станке, и имел широкое распространение в более чем 100 изданиях до 1500 года, в частности, в Германии. Длинная версия дошла в ≈300 версиях рукописей.
Циклы гравюр, помещаемых в эти издания, изображали борьбу ангелов и демонов за человека. Умирающий мог лежать в предсмертной агонии в постели, а его душа отлетала через рот и передавалась в руки одному из сонма ангелов.